# Xenacanthomysis pseudomacropsis
Xenacanthomysis pseudomacropsis är en kräftdjursart som först beskrevs av W. M. Tattersall 1933.  Xenacanthomysis pseudomacropsis ingår i släktet Xenacanthomysis och familjen Mysidae. Inga underarter finns listade i Catalogue of Life.